# Chrysometa jelskii
Chrysometa jelskii är en spindelart som beskrevs av Claude Lévi 1986. Chrysometa jelskii ingår i släktet Chrysometa och familjen käkspindlar.
Artens utbredningsområde är Peru. Inga underarter finns listade i Catalogue of Life.